# تي في آر أم سيريس
تي في آر أم سيريس  (بالإنجليزية: TVR M Series)‏ هي سيارة من تصنيع شركة تي في آر.